# Esplanade David Ben Gourion
L'esplanade David Ben Gourion est une voie située dans le 7e arrondissement de Paris.

## Situation et accès
L'esplanade Ben Gourion s'étend entre les numéros 15 et 61 du quai Branly, en face du palais de l'Alma, à l'ouest du pont de l'Alma, et se prolonge parallèlement au quai Jacques-Chirac jusqu'au pont d'Iéna. Cet espace recouvre les voies ferrées de la ligne des Invalides créé en 1889, aujourd'hui ligne C du RER.
Elle est desservie par la ligne 9 à la station Alma - Marceau.
Le port de La Bourdonnais est situé en contrebas.
Côté Alma, l'esplanade Habib-Bourguiba se trouve dans son prolongement. 

## Origine du nom
L'esplanade porte le nom du fondateur de l'État d'Israël David Ben Gourion. 

## Historique
L'esplanade Ben Gourion est inaugurée le 15 avril 2010 par le maire de Paris Bertrand Delanoë en présence du président israélien Shimon Peres.
La dénomination de cette voie suscite des critiques de la part de militants propalestiniens, de plusieurs partis de gauche et de plusieurs médias dans le monde arabe,. Le 14 avril, une manifestation à l'appel du PCF et du Parti de gauche rassemble 300 personnes devant l'hôtel de ville pour s'opposer à la venue de Shimon Peres et à l'appellation de la nouvelle esplanade. 
Le lendemain, jour-même de l'inauguration, une centaine de manifestants, selon les organisateurs, se réunissent à nouveau à l'angle du pont de l'Alma et du cours Albert Ier pour protester contre la politique de l'État d'Israël.
Six jours plus tard, le 21 avril 2010, trois plaques de l'esplanade sont dérobées.

## Bâtiments remarquables et lieux de mémoire
- Palais de l'Alma ;
- Quai Jacques-Chirac.